# Schlehenspanner

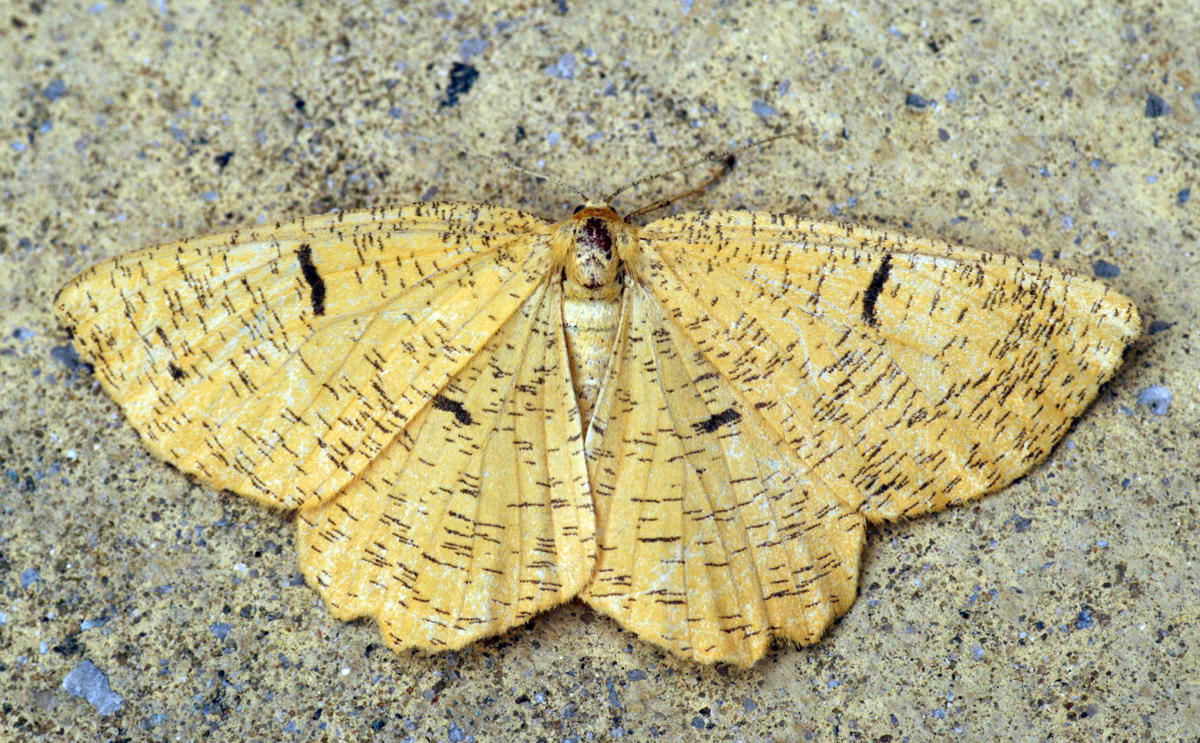
Weibchen

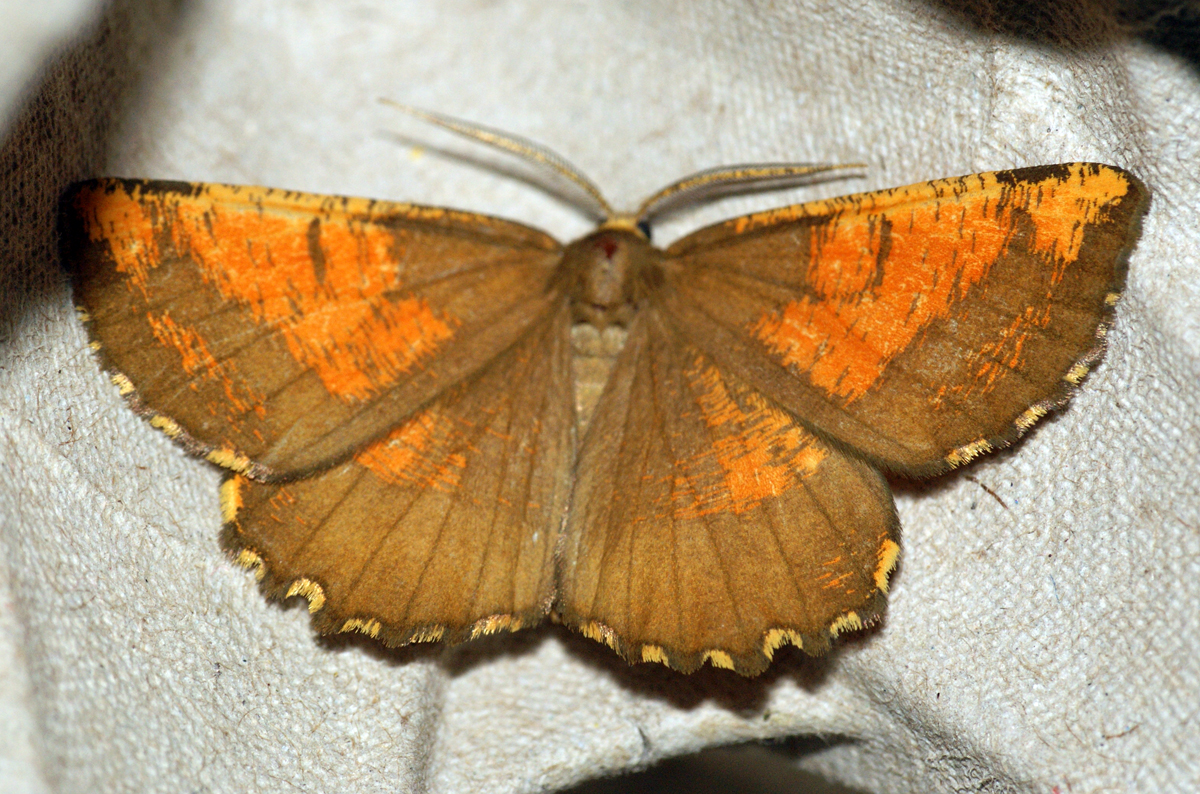
Angerona prunaria f. corylaria, Männchen

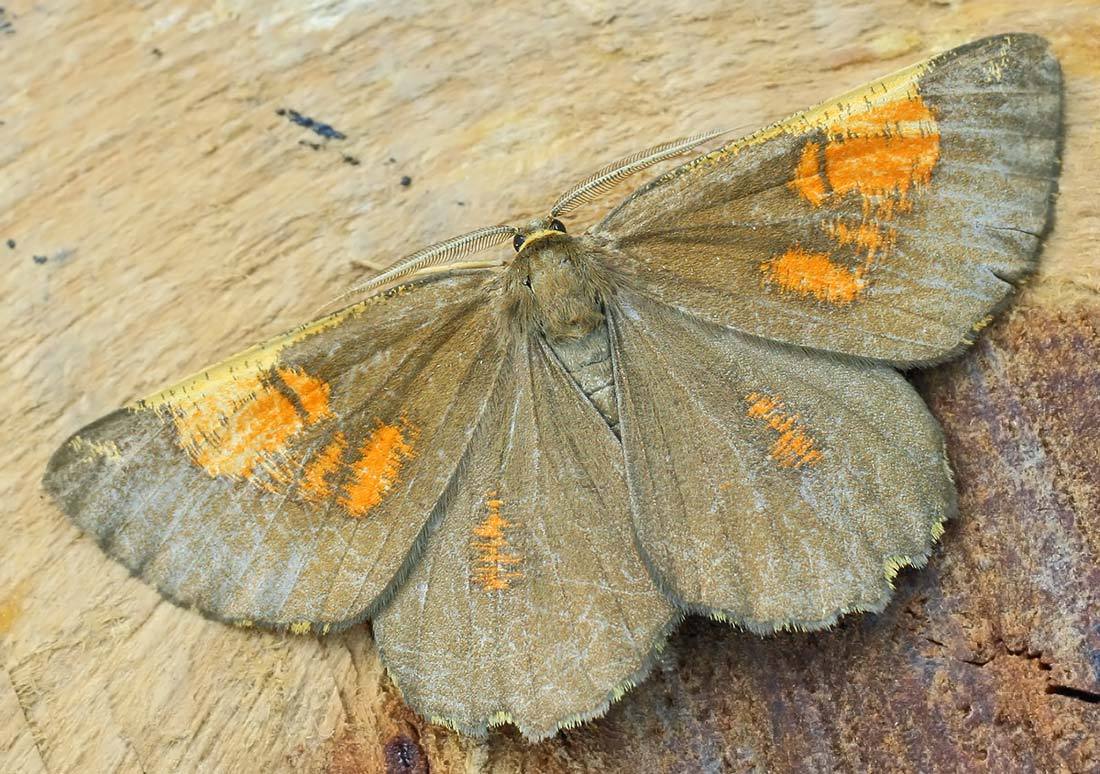
Angerona prunaria f. pallidaria, Männchen

Der Schlehenspanner (Angerona prunaria), auch Pflaumenspanner genannt, ist ein Schmetterling (Nachtfalter) aus der Familie der Spanner (Geometridae).

## Merkmale
Der Schlehenspanner ist ein relativ großer und auffälliger Vertreter seiner Familie. Die Falter erreichen eine Flügelspannweite von 35 bis 45 Millimetern, selten auch bis zu 56 Millimetern. Die Männchen sind für gewöhnlich etwas kleiner als die Weibchen.

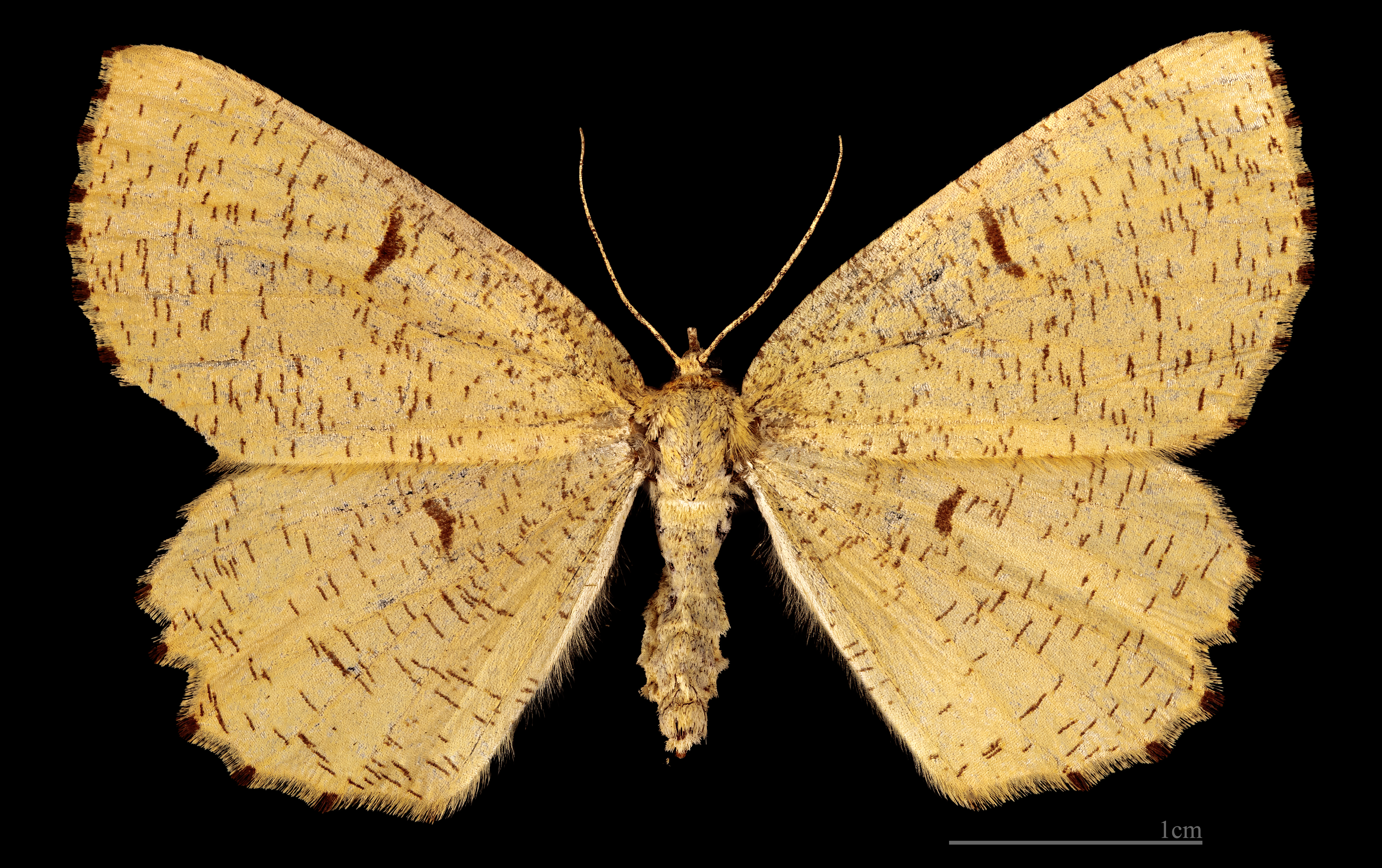
Angerona prunaria prunaria  ♀
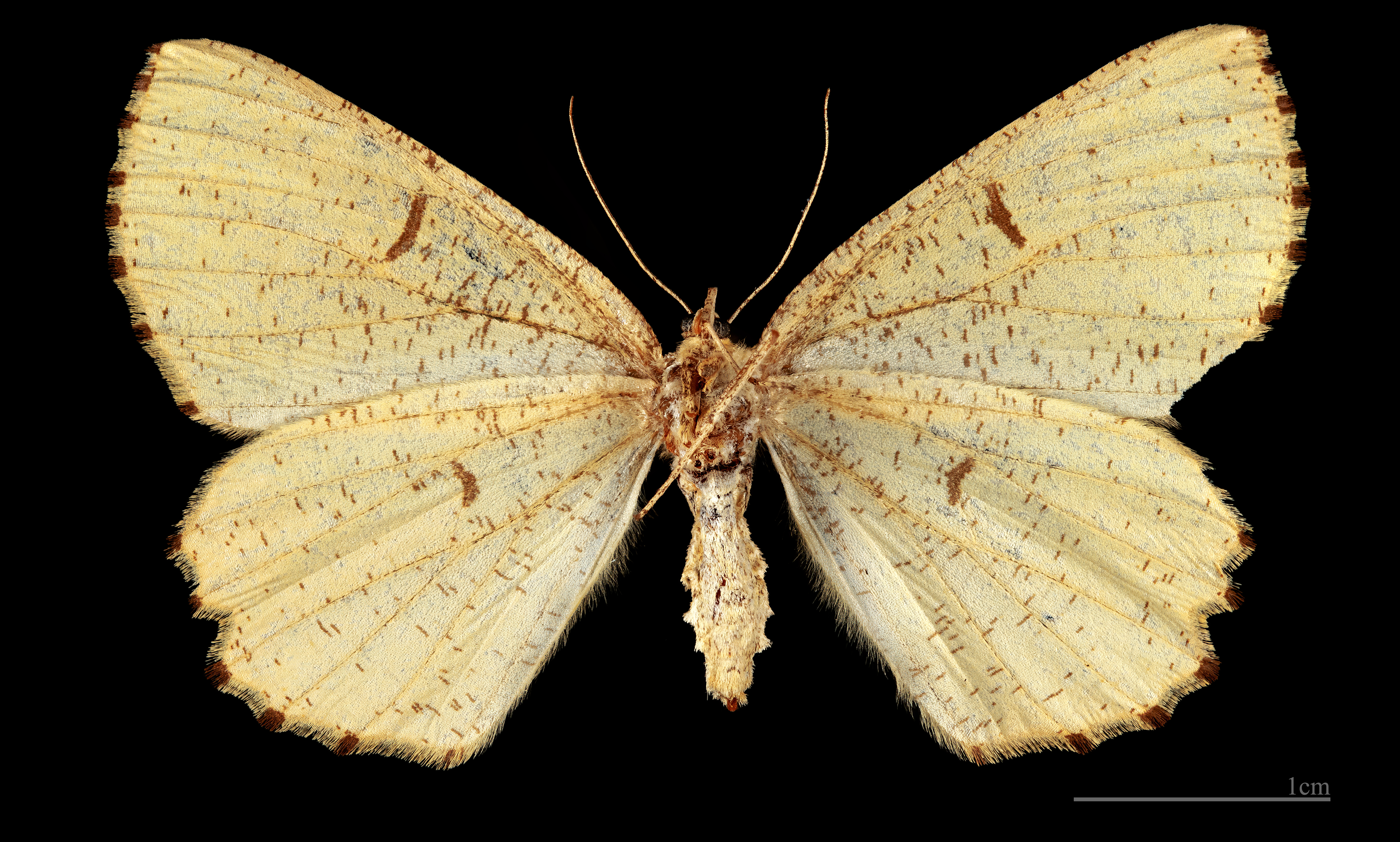
Angerona prunaria prunaria  ♀   △
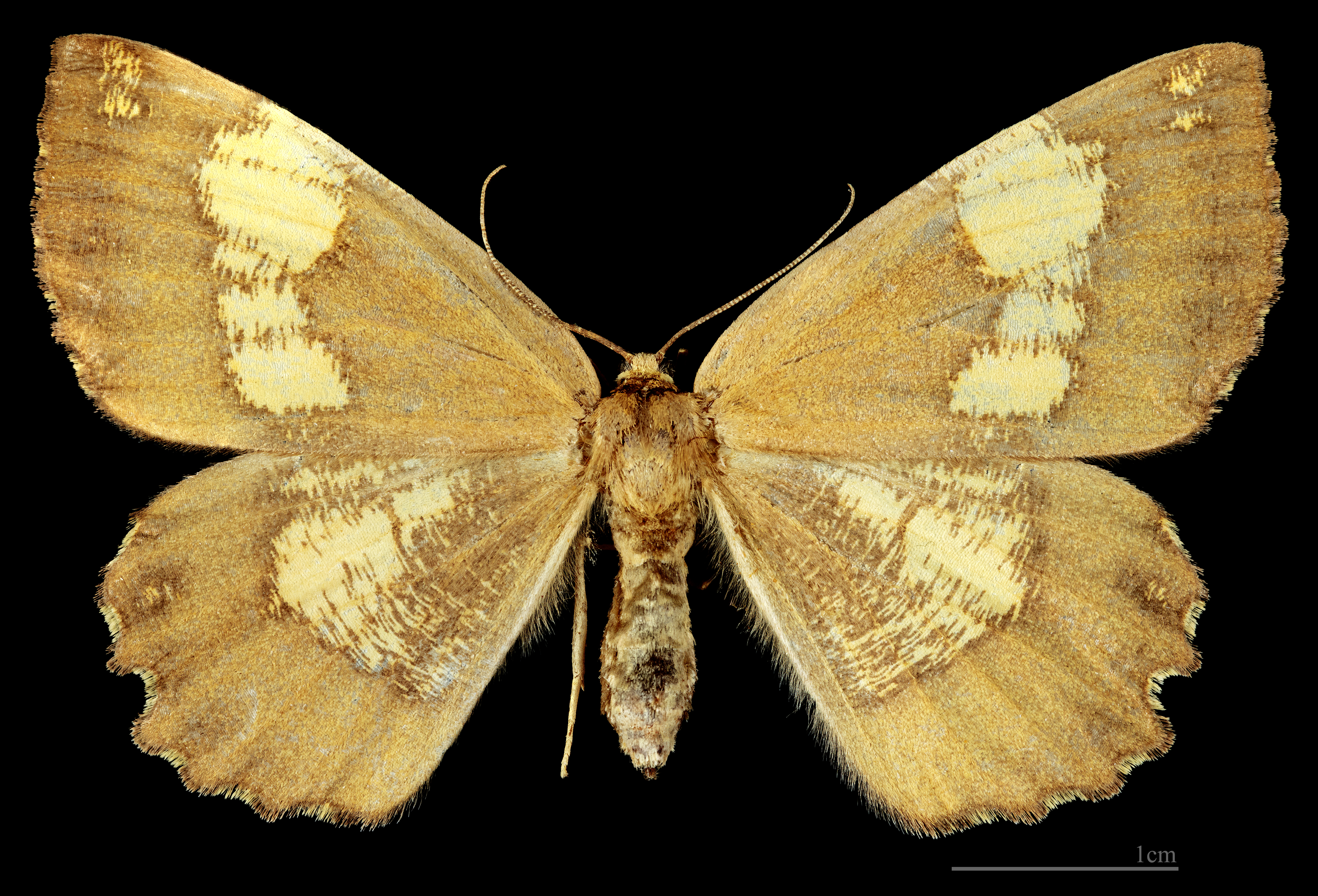
Angerona prunaria corylaria  ♀
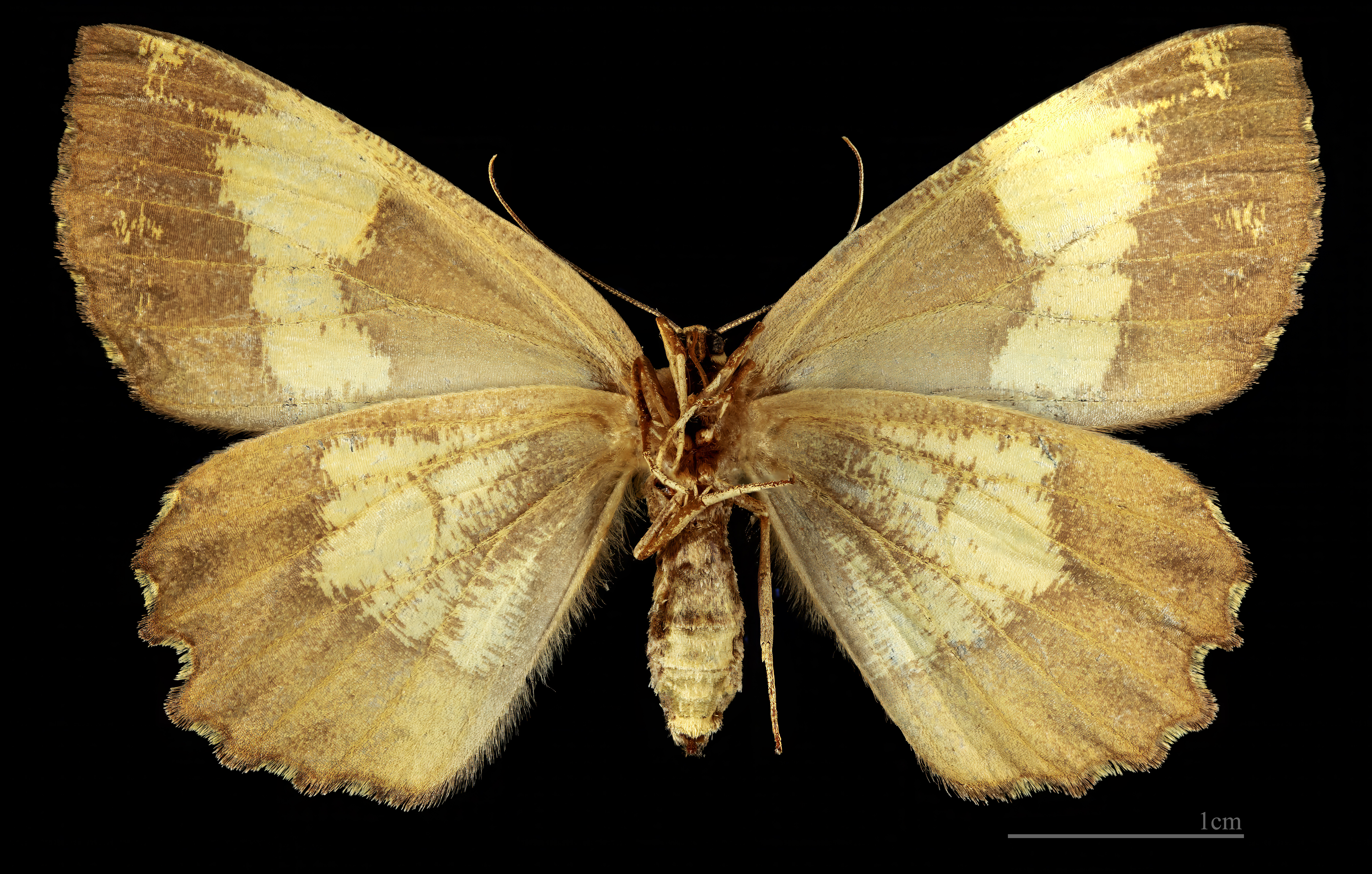
Angerona prunaria corylaria  ♀  △

Die Männchen des Schlehenspanners haben rötlich- bis orangefarbene, die Weibchen hellgelbe Flügel mit einer feinen grauen bis fast schwarzen Querstrichelung und einem Queraderfleck. Die Fransen an den Aderenden sind dunkel gefleckt. Die Art ist sehr variabel (siehe Formen).
Die Raupen sind ebenfalls variabel gefärbt und sehen kleinen abgestorbenen Zweigen zum Verwechseln ähnlich. Die Körperfarbe reicht von einem blassen Gelblichbraun über graubraun bis rötlichbraun. Die Seiten und der Rücken sind mit einer Reihe schwärzlicher Striche und Punkte gezeichnet. Auf dem fünften Segment befindet sich ein Paar kleiner Rückenbuckel, auf dem Segment zehn ist ein auffälliges Rückenbuckelpaar zu sehen. Der Kopf der Raupen ist braun, sie erreichen eine Länge von bis zu 50 Millimetern.

### Formen
- Angerona prunaria f. spangbergi Lampa. Dunkle Querstrichelung fehlt.[3]
- Angerona prunaria f. corylaria Thunberg. Das Wurzel- und Saumfeld ist olivbraun verdunkelt, das Mittelfeld bleibt in der Grundfarbe.[3]
- Angerona prunaria f. pickettaria Prout. Mit Resten der Grundfarbe im Mittelfeld.[3]
- Angerona prunaria f. fuscaria Prout. Einfarbig dunkelbraune Flügel.[3]
- Angerona prunaria f. pallidaria Prout. Wie corylaria, jedoch graue anstelle von dunkelbraunen  Partien.[3]

## Geographisches Vorkommen und Lebensraum
Der Schlehenspanner ist in ganz Europa verbreitet und kommt relativ häufig in lichten, buschigen Wäldern, Gärten und Parks vor. Im Westen und Norden Europas ist die Art von Frankreich und Irland bis ins südliche Fennoskandien anzutreffen. Im Süden reicht sein Verbreitungsgebiet von Spanien und dem nördlichen Mittelmeerraum über den Balkan, das Schwarzmeergebiet und Kleinasien bis Sachalin und China (Jilin). In Hokkaido (Japan) ist die Art mit der Unterart Angerona prunaria turbata Prout vertreten.

## Lebensweise
Der Schlehenspanner bringt eine Generation im Jahr hervor, deren Falter von Ende Mai bis Mitte August fliegen, selten sind die Falter auch noch im September anzutreffen. Gelegentlich wird eine zweite Generation angetroffen, die aber in Deutschland unvollständig ist (Oberrheinebene). Die Raupen sind ab August zu finden. Sie fressen an ihren Futterpflanzen bis September oder Oktober, überwintern und setzen ihre Entwicklung bis zum Mai des folgenden Jahres fort. Die Raupen des Schlehenspanners leben polyphag an verschiedenen Bäumen, Sträuchern und krautigen Pflanzen. In der Literatur werden folgende Nahrungspflanzen genannt:
| - Birken (Betula spp.) - Grau-Erle (Alnus incana) - Weiden (Salix spp.) - Sal-Weide (Salix caprea) - Teeblättrige Weide (Salix phylicifolia) - Alpen-Johannisbeere (Ribes alpinum) - Rote Johannisbeere (Ribes rubrum) - Rosa acicularis - Himbeere (Rubus idaeus) - Steinbeere (Rubus saxatilis) - Gewöhnliche Traubenkirsche (Prunus padus) - Besenheide (Calluna vulgaris) - Blaubeere (Vaccinium myrtillus) - Kornelkirsche (Cornus mas) - Gewöhnlicher Liguster (Ligustrum vulgare) | - Schwarzer Holunder (Sambucus nigra) - Rauschbeere (Vaccinum uliginosum) - Sumpfporst (Ledum palustre) - Breitwegerich (Plantago major) - Roter Holunder (Sambucus racemosa) - Heckenkirschen (Lonicera sp.) - Rote Heckenkirsche (Lonicera xylosteum) - Löwenzahn (Taraxacum spp.) - Gemeine Hasel (Corylus avellana) - Eichen (Quercus spec.) - Stachelbeere (Ribes uva-crispa) - Schlehe (Prunus spinosa) - Besenginster (Cytisus scoparius) - Feld-Ahorn (Acer campestre) - Blutroter Hartriegel (Cornus sanguinea) |

Die Raupen verpuppen sich im Mai in einem lockeren Gespinst zwischen Blättern. Die Falter schlüpfen im August, sind nachtaktiv und werden aber auch oft am Licht angetroffen.

## Unterarten
- Angerona prunaria turbata Prout, 1929[8]
- Angerona prunaria dominans Bryk, 1942, Kunaschir, Kurilen[9]
- Angerona prunaria kentearia Staudinger, 1892, Südsibirien[10]
- Angerona prunaria valens Wehrli, 1940, Amur Region[10]

Die zwei letzteren Unterarten werden von manchen Autoren auch als selbständige Arten gelistet. Andere Unterarten, die von Bryk aufgestellt wurden Angerona prunaria aquafortis Bryk, 1948 und Angerona prunaria prouterona Bryk, 1948 aus Korea und Angerona prunaria mongoligena Bryk, 1948 aus der Mongolei, haben bisher wenig Anerkennung gefunden bzw. werden z. T. ebenfalls als selbständige Arten betrachtet.